# Skanstes iela
Skanstes iela est une rue de la banlieue de Vidzeme à Rīga en Lettonie,.

## Présentation
La rue Skanstes iela traverse le quartier de Skanste. 
Skanstes iela s'étend dans une direction nord-est depuis l'intersection des rues Hanzas iela et Strelnieku.
Elle se termine à l'intersection avec Krišjāņas Valdemāras iela, Duntes iela et Upes iela. 
La longueur totale de la rue est de 2 155 mètres, elle est entièrement asphaltée avec 2 voies dans chaque sens.

## Bâtiments
Dans la rue Skanstes iela se trouvent des immeubles résidentiels et de bureaux prestigieux construits au XXIe siècle.
- Skanstes iela 27 - LNK centre ou S27.
- Skanstes iela 21 - Riga Arena
- Skanstes iela 7 -  Jupiter Centre
- Skanstes iela 12 - Tour Luminor.
- Skanstes iela 11 -  Place Eleven.
- Skanstes iela 29a -  Skanstes virsotnes
- Skanstes iela 45 -   École supérieure bancaire (lv)

## Étymologie
Le nom de la rue, ainsi que du voisinage, vient des fortifications (en suédois : skans), construites à cet endroit sur ordre de Pierre Ier le Grand pendant le siège de Riga (1709—1710) (lv).

## Galerie

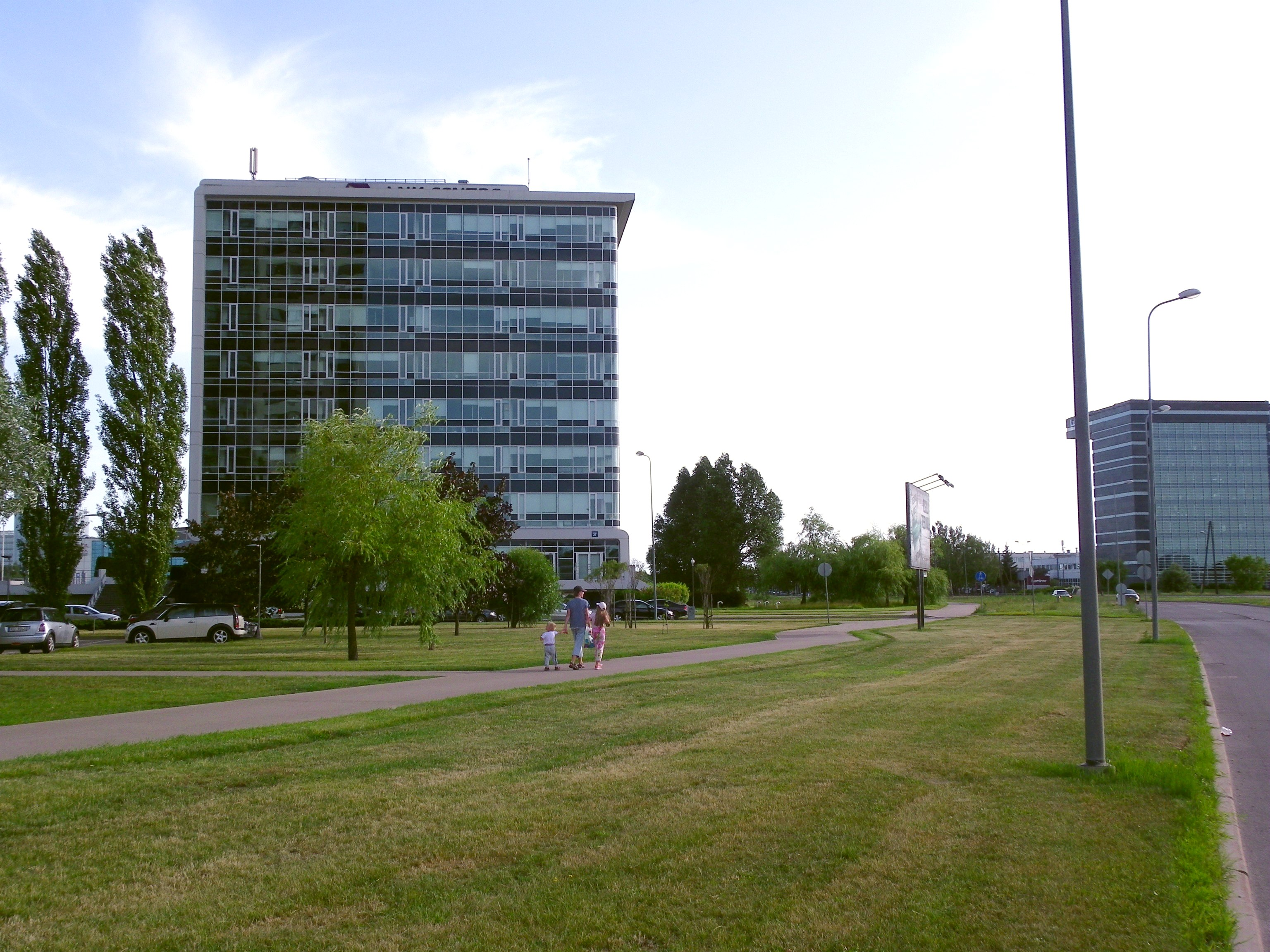
Centre LNK.
Riga Arena
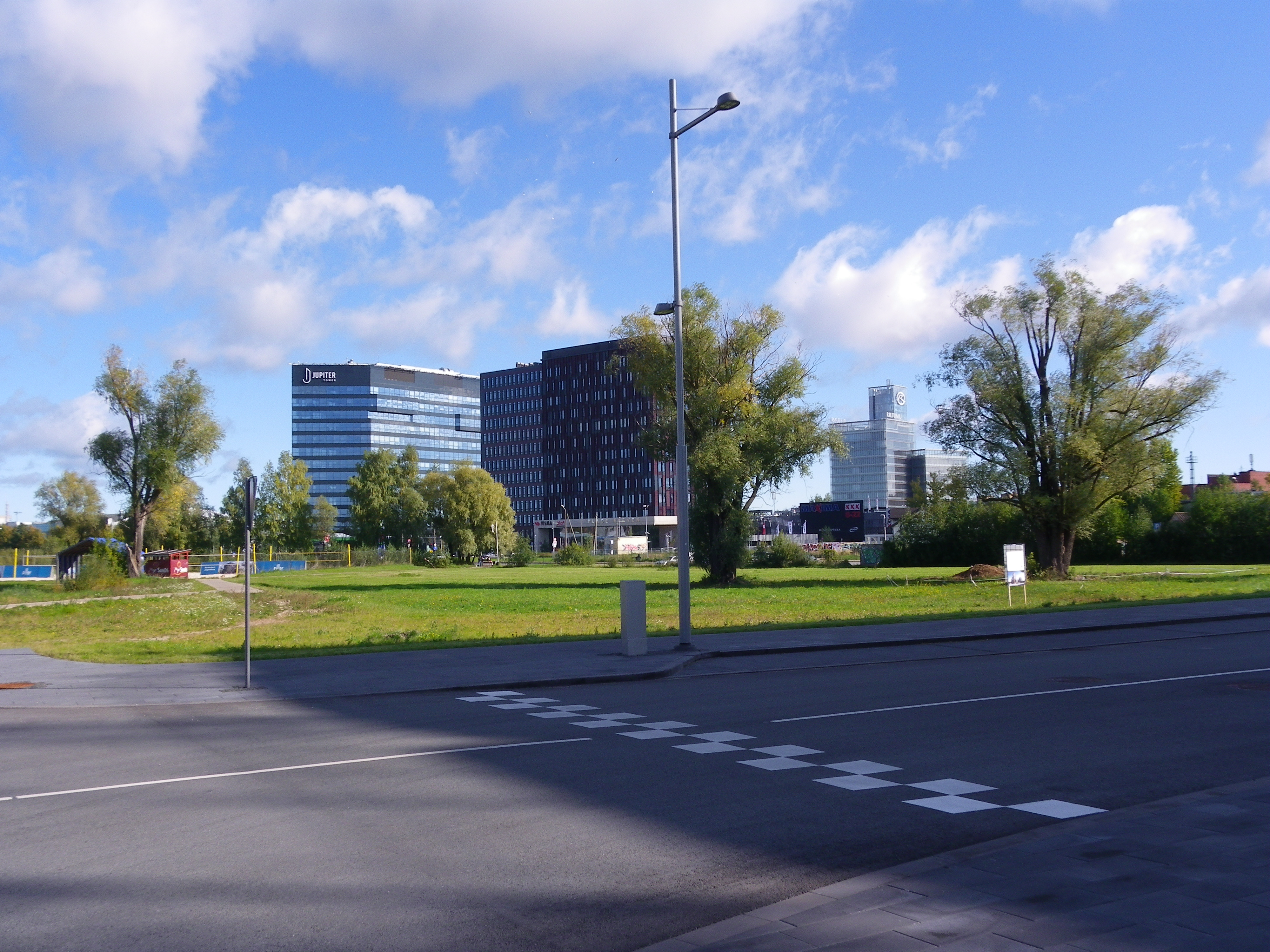
Jupiter Centre
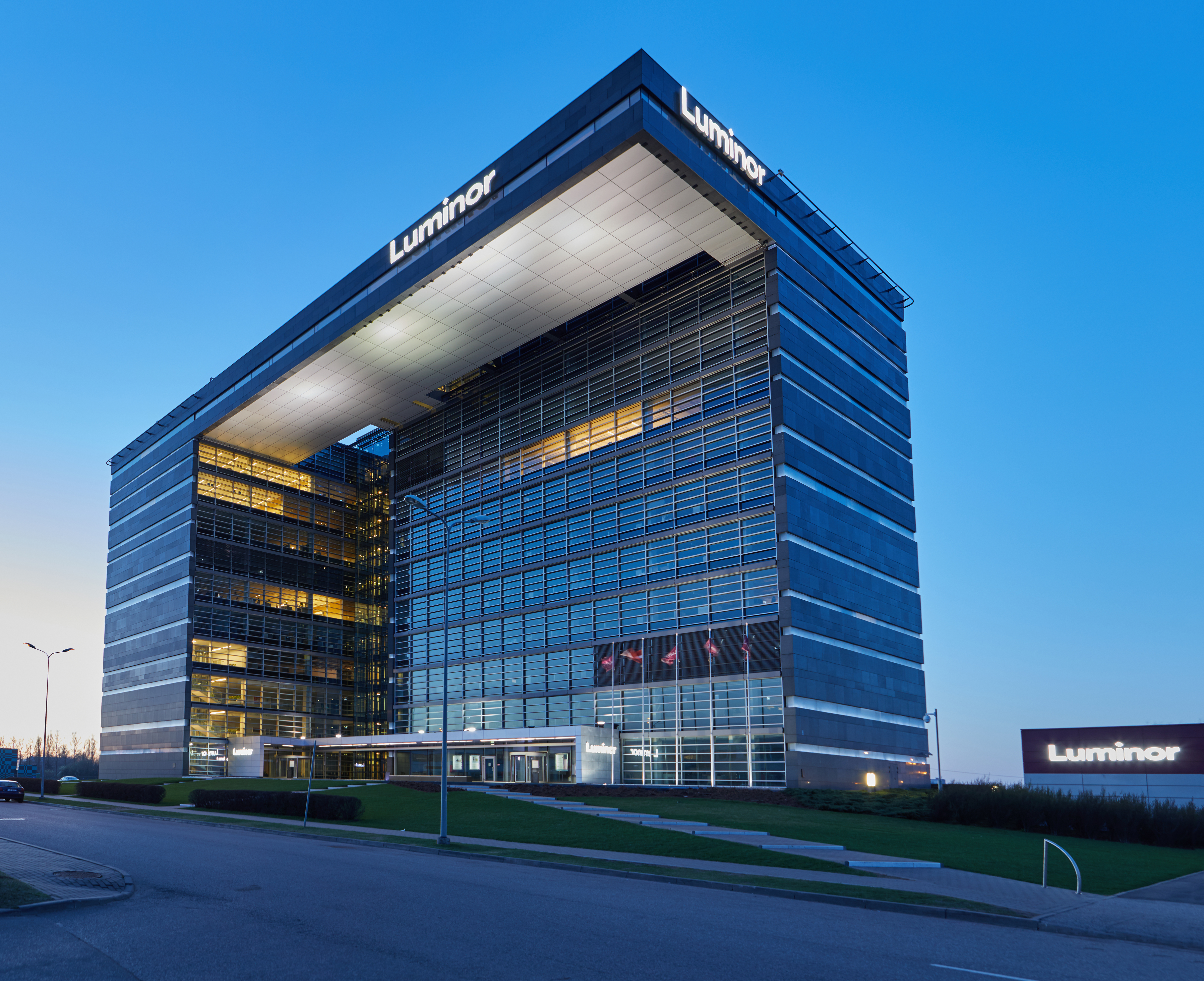
Tour Luminor.

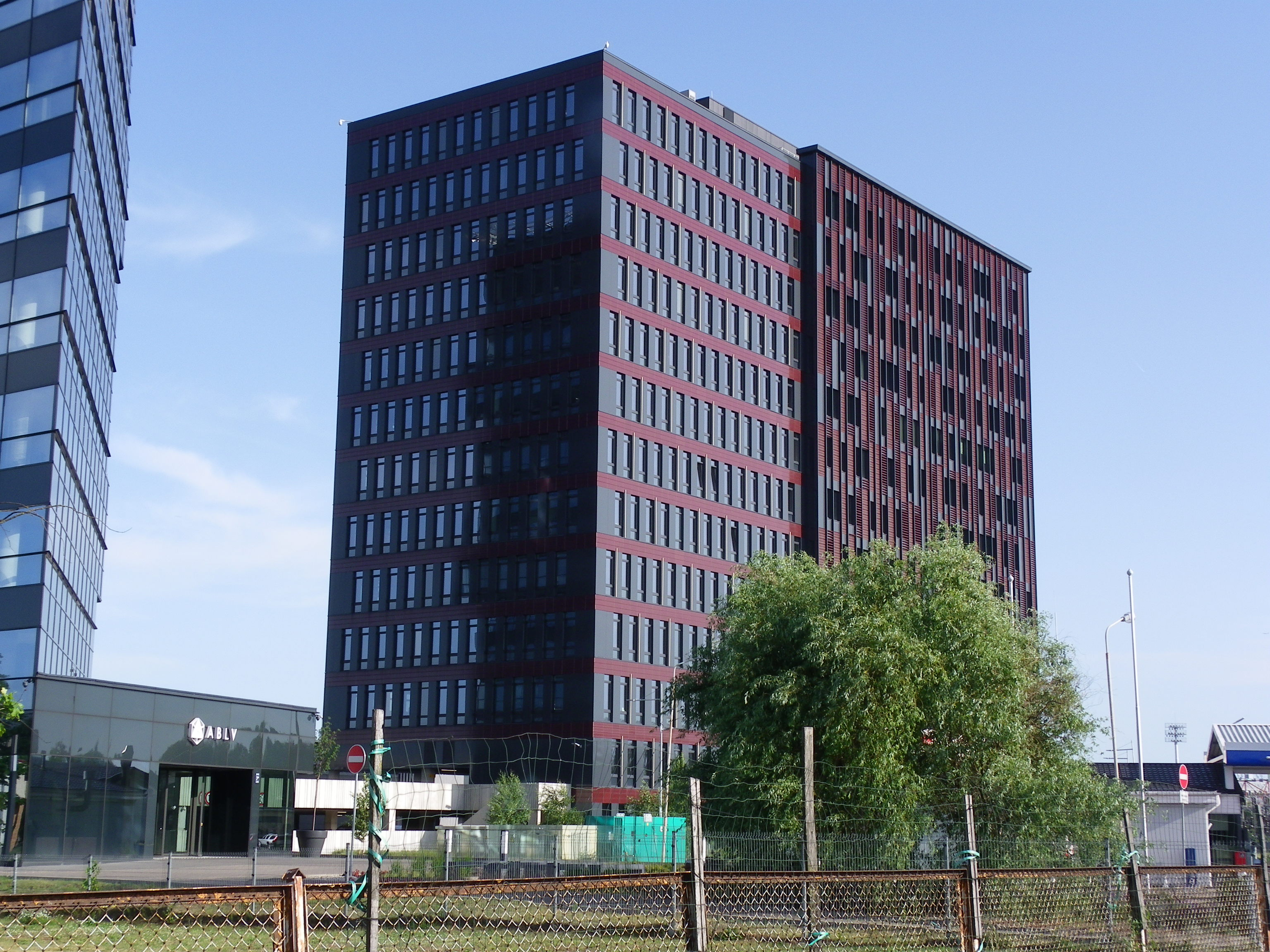
Place Eleven.
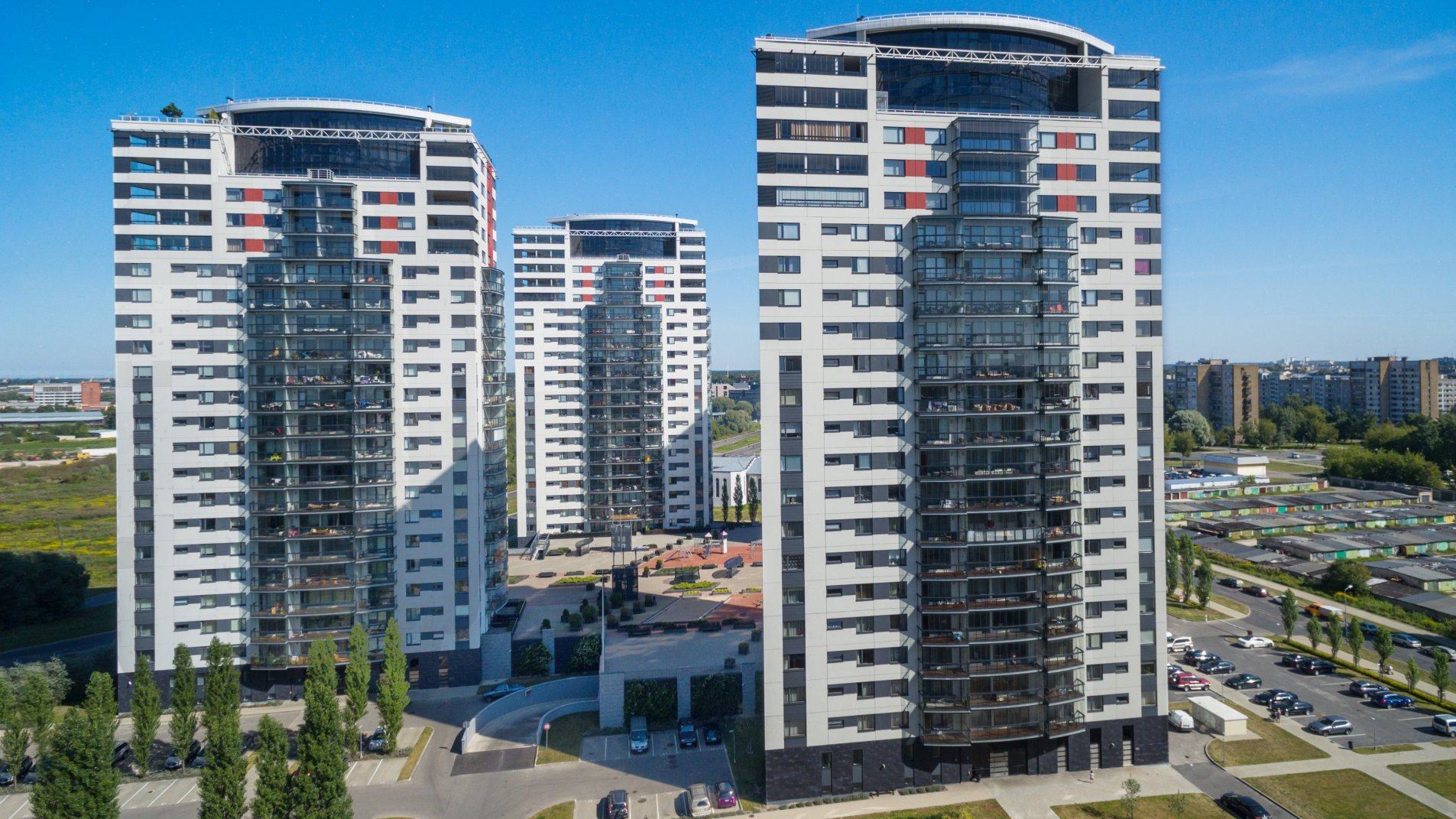
Skanstes virsotnes
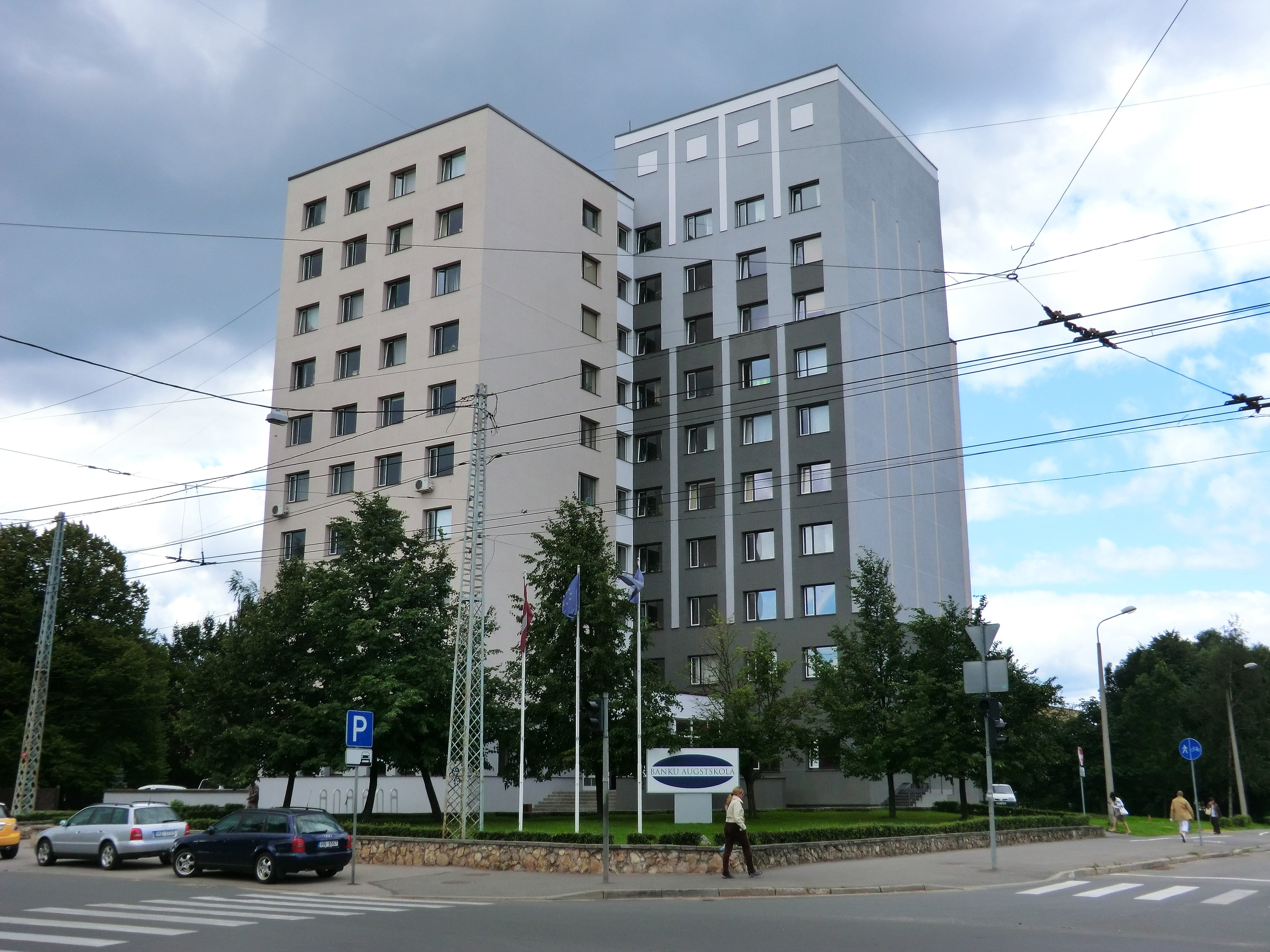
École supérieure bancaire (lv)
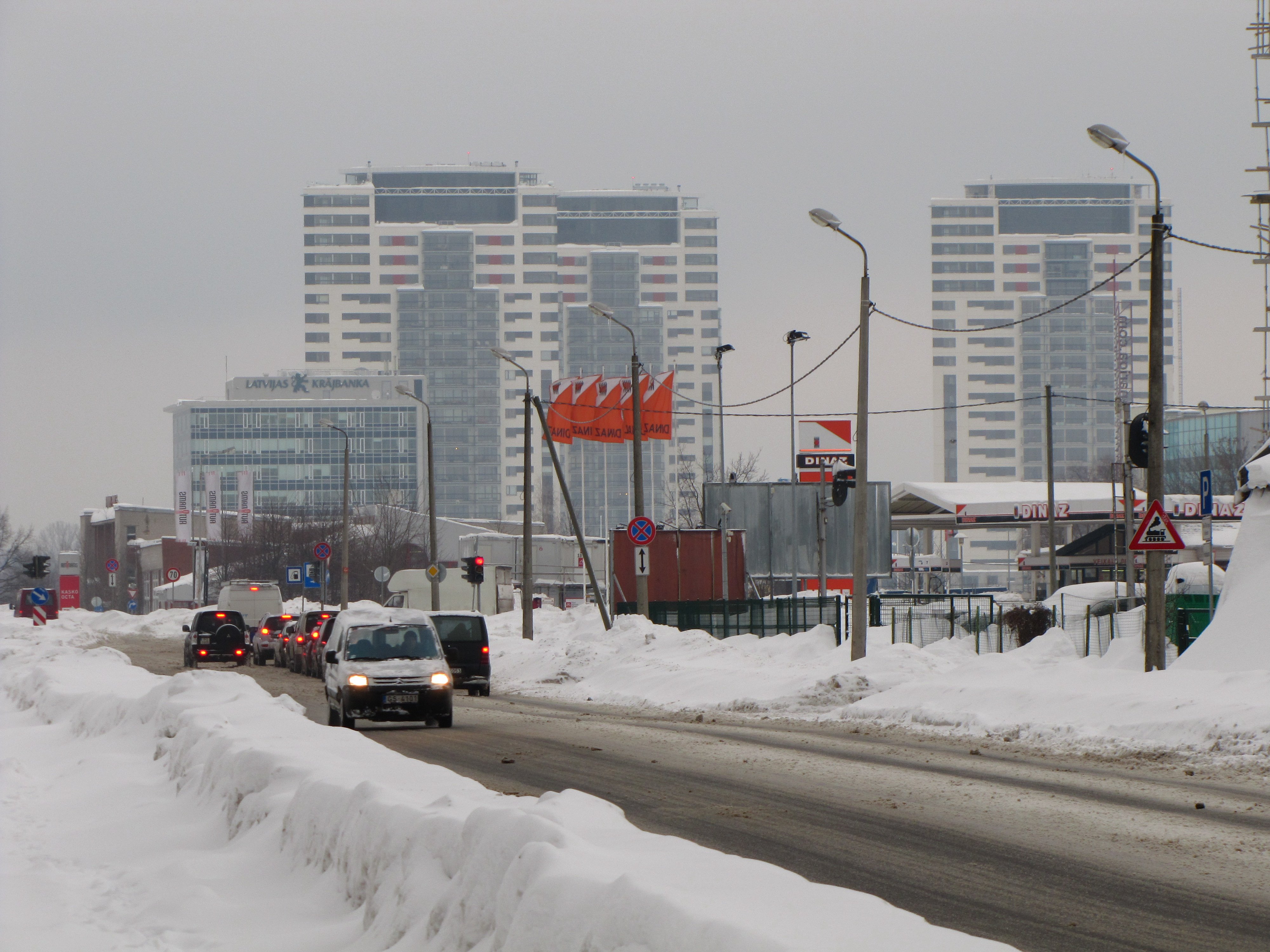